# Ercheia cyllota
Ercheia cyllota là một loài bướm đêm trong họ Noctuidae.